# Lucien Acou
Lucien Acou (* 28. März 1921 in Vinkem; † 15. Februar 2016 in Jette) war ein belgischer Radrennfahrer und Radsportnationaltrainer.

## Sportliche Laufbahn
Acou war im Bahnradsport und im Straßenradsport aktiv. Von 1943 bis 1953 war er Unabhängiger und Berufsfahrer. Seine größten Erfolge hatte er auf der Radrennbahn. Er gewann die Sechstagerennen von Brüssel 1952 und 1954 in Dortmund. In beiden Rennen war Achiel Bruneel sein Partner.
Auf der Straße konnte er bis auf einige Kriterien keine Erfolge erringen. In den Rennen der Monumente des Radsports war der 40. Platz im Rennen Lüttich–Bastogne–Lüttich 1951 sein bestes Resultat.

## Berufliches
In den 1960er Jahren war Acou Nationaltrainer der belgischen Amateure. Er betreute die Mannschaft viele Jahre bei der Internationalen Friedensfahrt und führte Marcel Maes zum Sieg in der Friedensfahrt 1967.

## Familiäres
Acou war der Schwiegervater von Eddy Merckx, der seine Tochter Claudine heiratete und Großvater von Axel Merckx.